# Alliopsis simulivora
Alliopsis simulivora este o specie de muște din genul Alliopsis, familia Anthomyiidae, descrisă de Ackland în anul 2006. Conform Catalogue of Life specia Alliopsis simulivora nu are subspecii cunoscute.